# تپه سربرزه ۱۱۱
تپه سربرزه ۱۱۱ مربوط به دوره ساسانیان است و در شهرستان چرداول، بخش هلیلان، دهستان هلیلان، شرق روستای تخم بلوط علیا واقع شده و این اثر در تاریخ ۲۶ اسفند ۱۳۸۶ با شمارهٔ ثبت ۲۲۱۵۰ به‌عنوان یکی از آثار ملی ایران به ثبت رسیده است.